# アーロン・カイル
アーロン・カイル（Aaron Douglas Kyle 1954年4月6日- ）はミシガン州デトロイト出身の元アメリカンフットボール選手。ポジションはコーナーバック。
ワイオミング大学から1976年のNFLドラフト1巡目全体27位でダラス・カウボーイズに指名されて入団した。1977年から先発右コーナーバックとなり、第12回スーパーボウルでは1インターセプト、1ファンブルリカバーの活躍を見せた。第13回スーパーボウルでは相手WRジョン・ストールワースへのミスタックルでタッチダウンを許した。
1979年怪我に悩まされたシーズン終了後、チームから解雇されデンバー・ブロンコスにフリーエージェントで入団した。1980年から1982年まで3年間プレーした後、ひざの故障により1983年4月現役を引退を表明した。